# Abdelkader Belmokhtar
Abdelkader Belmokhtar (Arabisch: عبد القادر بلمختار) (Boufarik, 5 maart 1987) is een Algerijns wielrenner die anno 2018 rijdt voor Groupement Sportif des Pétroliers Algérie. In 2007 werd hij tweede in de wegwedstrijd op de Pan-Arabische Spelen.

## Overwinningen
2007
1e en 6e etappe Tour des Aéroports
2015
 Algerijns kampioen tijdrijden, Elite

## Ploegen
- 2013 –  Groupement Sportif Pétrolier Algérie
- 2014 –  Groupement Sportif des Pétroliers Algérie
- 2015 –  Groupement Sportif des Pétroliers Algérie
- 2018 –  Groupement Sportif des Pétroliers Algérie

A.Belmokhtar · B.Belmokhtar · Ben Youcef · Bourezza · M.Hamza · Hannachi · Kessi · Lagab · Lallouchi · Madani · Tamarente · Abden.Yahmi
A.Belmokhtar · B.Belmokhtar · Ben Youcef · Bennabi · Bourezza · Droueche · Hamza · Hannachi · Karrar · Lagab · Lallouchi · Madani · Saada · Abdel.Yahmi · Abden.Yahmi
Belmokhtar · Ben Youcef · Fellah · Hadjbouzit · Hamza · Koriche · Lagab · Lallouchi · Lounis · Sassane